# Cécile Müller
Cécile Müller (28 juli 1930 – Brussel, 10 juli 2012) was de persoon die aan de wieg stond van de Miss België-verkiezingen. Vanaf 1969 hield ze zich hiermee bezig. Onder Müller groeide Miss België uit tot een groot evenement, dat elk jaar werd uitgezonden op VTM en RTL. Een groot aantal van de laureaten kwam terecht in het medialandschap. 
Müller regeerde met ijzeren hand, wat haar de bijnaam "Le Colonel" opleverde. Ze weigerde om Nederlands te praten, hoewel ze van haar meisjes verlangde dat ze tweetalig zouden zijn. In 2005 gaf ze Miss België door aan Darline Devos.
Müller overleed op 10 juli 2012 in een rusthuis in Brussel.